# Nordkanalen

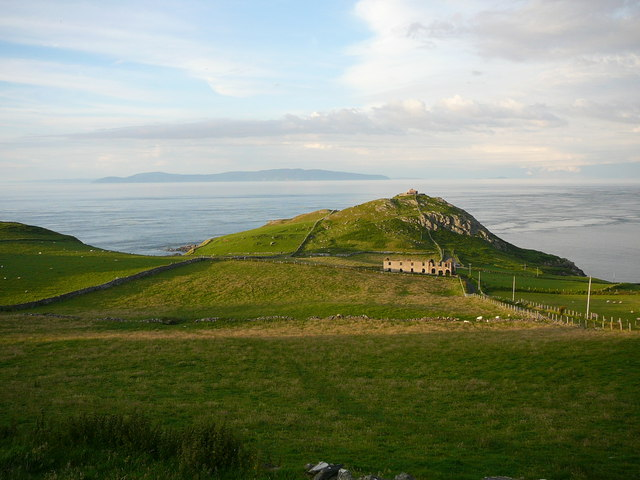
Utsikt från Torr Head, County Antrim, mot Mull of Kintyre och Straits of Moyle.

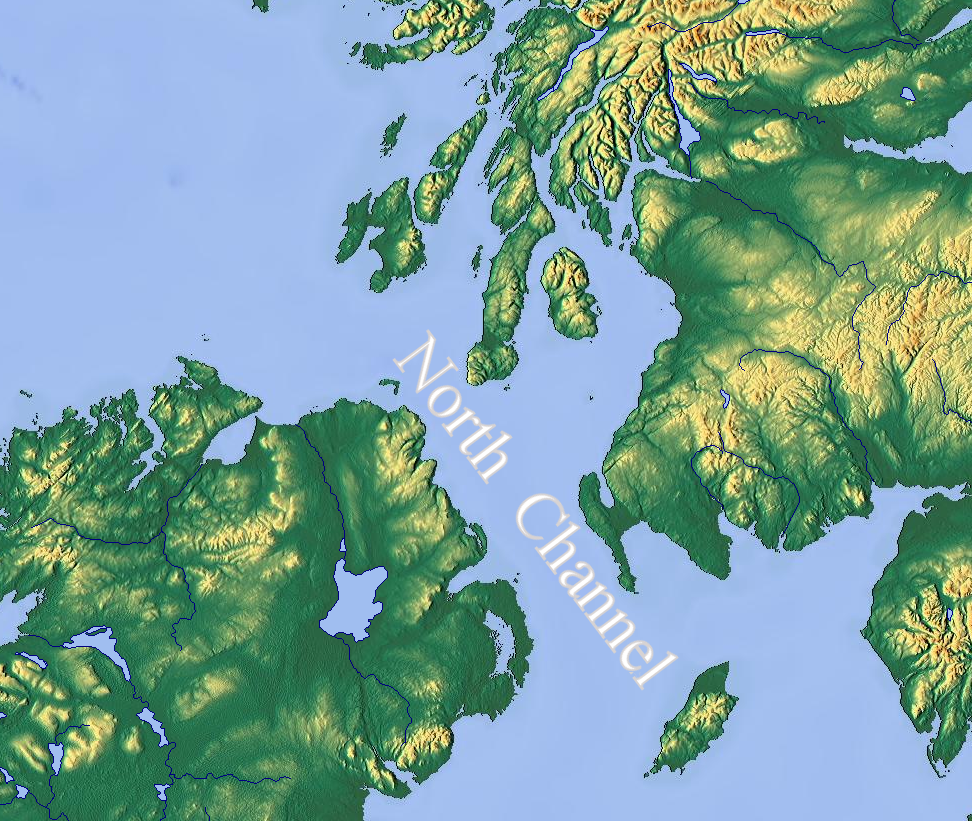
Karta över Nordkanalen

Nordkanalen (äldre namn: Irländska kanalen; iriska och skotsk gaeliska: Sruth na Maoile; engelska: North Channel eller Straits of Moyle eller Sea of Moyle) är ett sund mellan Nordirland och Skottland. Nordkanalen är den nordliga delen av Irländska sjön som skiljer Brittiska öarna från varandra. Nordkanalen är en del av Atlanten.